# Jette
Jette è un comune belga di 43 564 abitanti, situato nella Regione di Bruxelles-Capitale.
A Jette, sobborgo della capitale Bruxelles, al n. 135 della rue Esseghem, è situata la casa museo che il famoso pittore surrealista belga René Magritte, abitò dal 1930 al 1954. In essa sono custodite alcune tele, una serie di locandine pubblicitarie e di manifesti cinematografici che l'artista, non ancora affermato, accettava di creare per poter sbarcare il lunario. Lui stesso, con grande ironia, le chiamava le sue "opere alimentari". Vi sono custoditi, inoltre, tutta una serie di documenti autografi (appunti, lettere, fotografie) di grande interesse.